# Отис, Джордж Александр
Джордж Александр Отис (12 ноября 1830 — 23 декабря 1881) — американский военно-полевой хирург и медицинский писатель.
Родился в Бостоне, штат Массачусетс. В 1849 году окончил Принстонский университет, затем продолжил медицинское образование в университете в Филадельфии, окончив его в 1851 году со степенью доктора медицины. Дополнительно совершенствовался как врач в клиниках Лондона, Парижа и германских городов, с 1854 года, вернувшись на родину, практиковал в городе Спрингфилде в Массачусетсе. С того же года сотрудничал вместе с Маккау в качестве редактора в издании «Maryland and Virginia Medical Journal».
В период Гражданской войны в 1864—1865 годах был военным хирургом; служил в 27-м волонтёрском Массачусетском полку, участвовал в кампаниях в Мэриленде, Виргинии и Северной Каролине. После окончания войны вместе с врачом Вудвардом занялся по поручению главного военно-медицинского управления штатов сбором и обработкой материалов по госпитально-хирургической практике на театре военных действий. В феврале 1866 года стал помощником хирурга и затем хирургом американской армии в Вашингтоне. Последовательно получал временные звания капитана, майора и подполковника медицинской службы, а 17 марта 1880 года был выдвинут на утверждение в звании майора. Состоял членом целого ряда американских и европейских (как иностранный член-корреспондент) медицинских научных обществ. Активно сотрудничал с научной медицинской периодикой, на протяжении нескольких лет был главным куратором военно-медицинского музея в Вашингтоне. В этом городе служил и прожил до конца своей жизни.
Пять написанных Отисом монографий об ампутациях и резекциях нижних конечностей и других операциях в военных госпиталях в годы войны, о перевозке раненых и больных (1865—1877) обратили на себя общее внимание в медицинских кругах Западной Европы. Начатый им обширный труд по описанию войны в медико-хирургическом отношении под заглавием «Medical and Surgical History of the war of the rebellion» остался незаконченным по причине ранней смерти, но и вышедшие в свет первые два тома (1870—1879) по большому количеству представленных в них научных материалов долгое время являлись крупнейшими изданиями такой тематики. Труды Отиса, ставшие первым опытом научной обработки хирургических материалов масштабной войны, согласно оценке ЭСБЕ, «открыли новую эпоху в постановке военно-хирургического и госпитального дела в Западной Европе». Известные работы его авторства: «Amputation at the Hip-Joint» (Вашингтон, 1867); «Excisions of the Head of the Femur» (1869); «A Plan for transporting Wounded Soldiers by Railway»; «Transport of Sick and Wounded by Pack Animals»; also a «Report of Surgical Cases treated in the Army of the United States from 1867 to 1871».